# Alojz Peskar
Alojz Peskar, slovenski partizan, politik in tovarniški delavec, * 18. maj 1915, Ševnica nad Trebnjem, † ?.
V NOV in POS je vstopil v 2. junija 1943. Kot pripadnik 15. divizije NOVJ je bil eden izmed odposlancev, ki so se udeležili Zbora odposlancev slovenskega naroda v Kočevju.